# Ryan Gravenberch
Ryan Jiro Gravenberch (født 16. maj 2002) er en hollandsk professionel fodboldspiller, som spiller for Premier League-klubben Liverpool og Hollands landshold.

## Klubkarriere

### Ajax
Gravenberch kom igennem Ajax ungdomsakademi, og gjorde sin debut for Jong Ajax den 24. august 2018. Han fik sin debut for førsteholdet kun en måned senere den 23. september 2018. Han gjorde sin debut i en alder af kun 16 år og 130 dage, hvilke satte en ny rekord for den yngste spiller til nogensinde at spille for klubben i Eredivisie.

### Bayern München
Gravenberch skiftede i juni 2022 til Bayern München.

### Liverpool
Gravenberch skiftede i august 2023 til Liverpool.

## Landsholdskarriere

### Ungdomslandshold
Gravenberch har repræsenteret Holland på flere ungdomsniveauer. Han var del af Hollands U/17-landshold som vandt U/17-Europamesterskabet i 2018.

### Seniorlandshold
Gravenberch debuterede for Hollands landshold den 24. marts 2021.

## Titler
Ajax
- Eredivisie: 3 (2018-19, 2020-21, 2021-22)
- KNVB Cup: 2 (2018-19, 2020-21)

Bayern München
- Bundesliga: 1 (2022-23)

- DFL-Supercup: 1 (2022)

Holland U/17
- U/17-Europamesterskabet: 1 (2018)